# Bologna (Francesco Guccini)
Bologna è un brano musicale scritto ed interpretato da Francesco Guccini. 
La canzone fa parte dell'album Metropolis, pubblicato nel 1981. È dedicata a Bologna, la città emiliana in cui il cantautore ha vissuto a lungo, e si propone come «omaggio e rimprovero, scherma e fioretto […] dunque la sintesi del bene e del male, ma mai dell’odio, che per lei non ho mai provato».